# Eva Ekeblad

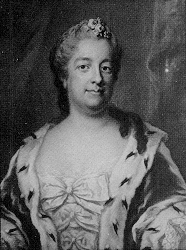
Eva Ekeblad in den 1750er Jahren, gemalt von Gustaf Lundberg

Eva Ekeblad (* 10. Juli 1724 in Stockholm als Eva De la Gardie; † 15. Mai 1786 in der Församling Lidköping, Skaraborgs län) war eine schwedische Adlige, Agrarwissenschaftlerin und Salonnière. Ihr Forschungsinteresse galt der Verwendung von Kartoffeln, die um diese Zeit in Europa kultiviert wurden. So entwickelte sie mehrere lebensmitteltechnologische Verfahren, die bis dahin in Europa unbekannt waren. Ihre bekanntesten Entdeckungen sind die Gewinnung von Kartoffelmehl und die Herstellung von Alkohol aus Kartoffeln.

## Familie
Eva Ekeblad stammte aus dem schwedischen Adelsgeschlecht De la Gardie. Ihre Eltern waren Magnus Julius De la Gardie und Hedvig Catharina De la Gardie. Sie hatte fünf Geschwister; ihr Neffe war Hans Axel von Fersen. Mit 16 Jahren heiratete sie Claes Claesson Ekeblad, mit dem sie sieben Kinder hatte.

## Wissenschaftliche Arbeit
Die Kartoffel war im 17. Jahrhundert in Schweden eingeführt worden, ihr Anbau war aber noch nicht verbreitet. Durch Ekeblads Studien zu ihren vielfältigen Verwendungen wurde die Kartoffel eine beliebte Nutzpflanze und erhielt einen festen Platz sowohl in der Ernährung der schwedischen Bevölkerung als auch in der industriellen Produktion. Ekeblad etablierte auch die Verwendung von Kartoffelstärke als Bestandteil von Kosmetikprodukten.
Außerdem erfand sie 1751 ein Verfahren zum Bleichen von Wolle und Textilien.
1748 wurde Eva Ekeblad Mitglied der Königlich Schwedischen Akademie der Wissenschaften. Sie war die erste Frau, die in die Akademie aufgenommen wurde, und blieb das einzige weibliche Mitglied bis zur Aufnahme von Marie Curie im Jahr 1910.

## Schriften
- Försök at tilverka bröd, brännvin, stärkelse och puder af potatos (1748)
- Beskrifning på tvål, som är tjenlig til bom-ulls-garns blekning (1752)